# Einar Haugen
Einar Ingvald Haugen (* 19. April 1906 in Sioux City, Iowa; † 20. Juni 1994) war ein US-amerikanischer Sprachwissenschaftler.

## Schule und Ausbildung
Haugen wurde in einer Siedlung norwegischer Einwanderer geboren. Die erste Sprache, die er lernte, war Norwegisch. Englisch lernte er erst in der Schule. Zweisprachigkeit lernte er also aus eigener Erfahrung kennen. Später schrieb er mehrere Bücher über dieses Thema. 1923 bestand er das Abitur. Von 1924 bis 1927 besuchte er das Morningside College, Sioux City, Iowa. 1928 bekam er den akademischen Grad des Bachelor of Arts am St. Olaf College in Northfield, Minnesota. 1929 bekam er den akademischen Grad Magister Artium an der University of Illinois in Urbana, Illinois. 1931 legte er seine Doktorarbeit vor, die den Titel trägt The New Norse Movement in Norway („Die neunorwegische Bewegung in Norwegen“). 1932 heiratete er Eva Lund.

## Professuren
Von 1931 bis 1964 war Einar Haugen Professor für skandinavische Sprachen an der University of Wisconsin in Madison. 1962 wurde er in die American Academy of Arts and Sciences gewählt. Von 1964 bis 1975 war er Professor an der Harvard University in Cambridge, Massachusetts. 1975 wurde er emeritiert. Zwischen 1938 und 1982 hatte er verschiedene Gastprofessuren in Nordamerika, Europa und Australien inne.

## Haugens wissenschaftliches Werk
Einar Haugen lässt sich keiner bestimmten sprachwissenschaftlichen Schule zuordnen. Einige Werke sind strukturalistisch geprägt, andere Werke sind traditioneller und vorstrukturalistisch. Den transformationell-generativen Strömungen der Sprachwissenschaft stand er skeptisch gegenüber. Er hat sehr datenorientiert gearbeitet und sich bei der Theoriebildung vor allem auf diese Daten gestützt.
Die soziolinguistischen Aspekte spielen eine wichtige Rolle in seinem Werk.
Dies äußert sich in seinen Forschungsschwerpunkten Zweisprachigkeit, Dialektologie und Sprachplanung.
Eins seiner wichtigsten Werke ist The Scandinavian Languages. An Introduction to their History, London und Cambridge (Massachusetts), 1976.

## Quelle
- Einar Haugen, Die skandinavischen Sprachen. Eine Einführung in ihre Geschichte, Helmut Buske Verlag, Hamburg  1984, ISBN 3-87118-551-5 (aus dem Nachwort des Übersetzers, Magnús Pétursson)
- Konrad  Koerner: Einar Haugen as a Historian of Linguistics. In: American Journal of Germanic Languages and Literatures (1997)